# Claus Jurichs

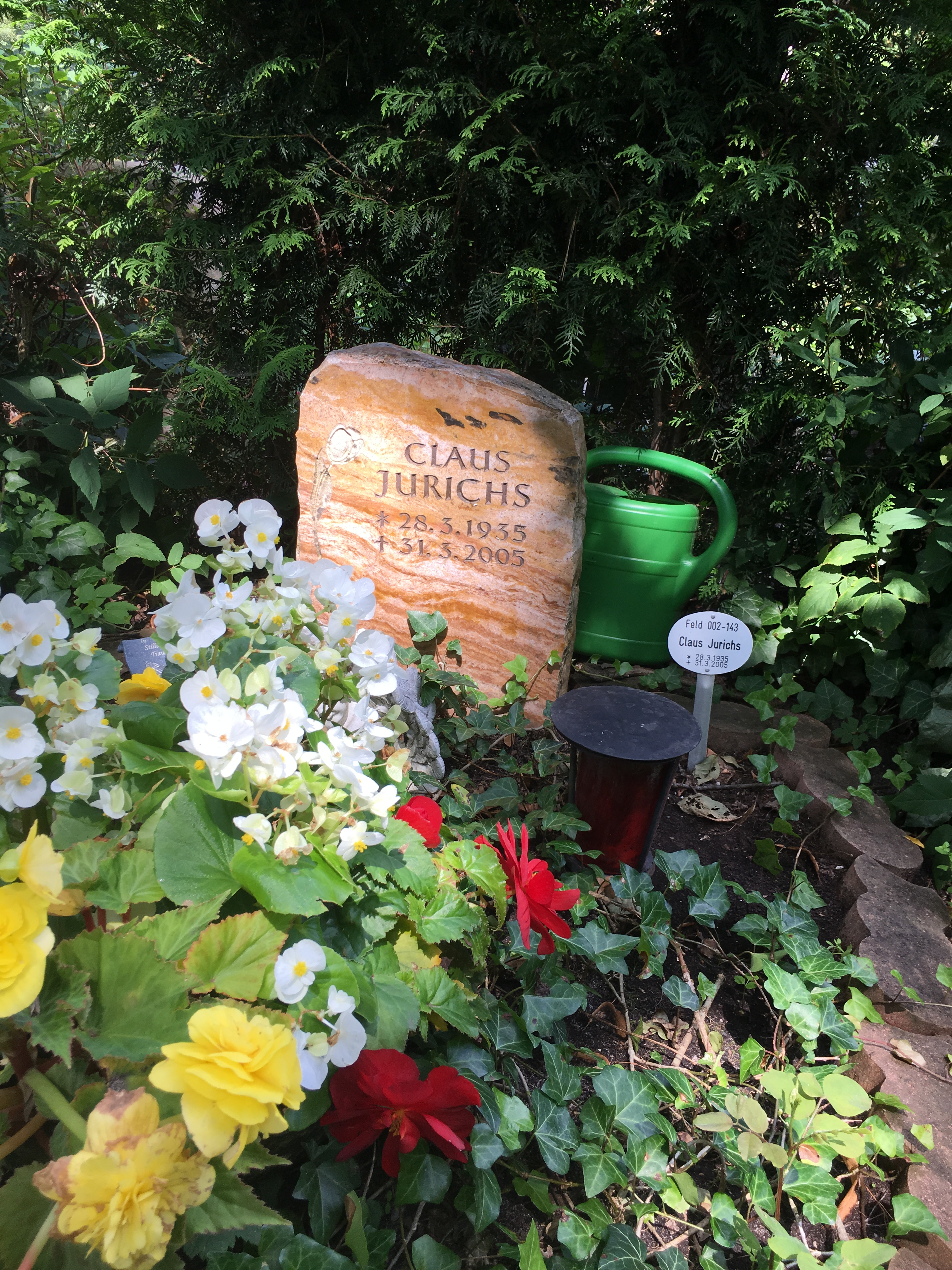
Das Grab von Claus Jurichs

Claus Jurichs (* 28. März 1935 in Berlin; † 31. März 2005 in Meschede) war ein deutscher Schauspieler, Synchronsprecher und Synchronregisseur.

## Leben
Der Sohn eines Zahnarztes begann zunächst ein Medizinstudium sowie ein Praktikum als Dentist, bevor er die Max-Reinhardt-Schauspielschule in Berlin absolvierte. Dabei erhielt er Schauspielunterricht von Lucie Höflich und Hilde Körber. 1955 gab er in Bremen sein Theaterdebüt. Es folgten Engagements in Leipzig, Meiningen und Berlin.
Ab 1959 erhielt Jurichs größere Rollen bei DFF-Produktionen und wurde in der DDR durch seine Rolle in Papas neue Freundin (1960) einem breiten Publikum bekannt. Auch nach dem Mauerbau war der West-Berliner Jurichs noch in Ost-Berlin für Filmproduktionen tätig, z. B. für den populären DEFA-Musikfilm Reise ins Ehebett (1965/66). Später war er vor allem in Fernsehproduktionen wie Nonstop Nonsens, der Jugendserie Peter ist der Boss oder den Krimiserien Liebling Kreuzberg und Im Namen des Gesetzes zu sehen.
Daneben war Claus Jurichs als Autor, Moderator und ab 1960 rund 40 Jahre lang in der Synchronbranche tätig. Dabei lieh er seine Stimme bekannten Kollegen wie Terence Hill (u. a. in Die Nibelungen oder Winnetou 2. Teil), Lex Barker (Tarzan, der Verteidiger des Dschungels), James Caan (El Dorado), Robert De Niro (Wo Gangster um die Ecke knallen), Alec Guinness (Geheimnisvolle Erbschaft) oder auch dem Robin Hood in der Zeichentrickversion von Walt Disney. Einem großen Publikum dürfte seine Stimme besonders durch den ewigen Verlierer Cliff Barnes (Ken Kercheval) bekannt sein, den er über viele Jahre in der Fernsehserie Dallas synchronisierte. Gleich doppelt beschäftigt war Claus Jurichs mit der US-Krimiserie Hawaii Fünf-Null, bei der er 244 Folgen lang Synchronregie führte und zudem noch die Hauptrolle, Jack Lord als Steve McGarrett, sprach.
Darüber hinaus war Jurichs geprüfter Rettungsschwimmer und passionierter Motorsportler. 1966 wurde er Berliner Wagenmeister, seit 1964 besaß er eine internationale Lizenz für Motorsport und ab 1975 war er zudem Instruktor bei Fahrlehrgängen.
Claus Jurichs starb Ende März 2005 im Alter von 70 Jahren in Meschede. Sein Grab befindet sich auf dem Waldfriedhof Zehlendorf in Berlin (Grablage 002-143).

## Filmografie (Auswahl)
- 1954: Ihre große Prüfung
- 1960: Papas neue Freundin (Fernsehfilm)
- 1961: Vielgeliebtes Sternchen (Fernsehfilm)
- 1962: Oh, diese Jugend (Fernsehfilm)
- 1962: Das Glas Wasser
- 1962: Der kleine Prinz
- 1964: Titel hab’ ich noch nicht
- 1966: Reise ins Ehebett
- 1968: Winnetou und Shatterhand im Tal der Toten
- 1970: Percy Stuart – Stichwort Mauritius
- 1971: Blutjunge Verführerinnen
- 1971: Drüben bei Lehmanns
- 1972: Die rote Kapelle – FU III bricht Code (Fernsehmehrteiler)
- 1972: Hamburg Transit – Endstation Fuhlsbüttel (Fernsehserie)
- 1973: Peter ist der Boss – Neue Probleme
- 1973: Das sündige Bett
- 1974: Ermittlungen gegen Unbekannt
- 1975: Kommissariat 9 – Zum halben Preis (Fernsehserie)
- 1975: Die Brücke von Zupanja
- 1975: Tatort – Tod im U-Bahnschacht
- 1976: Unter einem Dach (Fernsehserie)
- 1976: Jeder stirbt für sich allein
- 1976: Drei Damen vom Grill (Fernsehserie, Folge 1x04: Ärger mit der Konkurrenz)
- 1976: Verdunkelung – Der Eisenbahnmörder
- 1976–1977: Direktion City (Fernsehserie)
- 1977: Tatort – Finderlohn
- 1977: Die drei Klumberger
- 1978: Ein Mann will nach oben
- 1978–1979: Nonstop Nonsens
- 1980: Mein Gott, Willi!
- 1980: Hungerjahre
- 1981: Obszön: Der Fall Peter Herzl
- 1982: Welle Wahnsinn
- 1983: Vom Webstuhl zur Weltmacht
- 1984: Die Dame und die Unterwelt
- 1986: Detektivbüro Roth
- 1988: Die Wicherts von nebenan
- 1988: Berliner Weiße mit Schuß (Fernsehserie)
- 1988: Liebling Kreuzberg
- 1988: Tatort – Schuldlos schuldig
- 1989: Molle mit Korn
- 1999: Im Namen des Gesetzes – Auf Leben und Tod

## Synchronrollen (Auswahl)
Terence Hill
- 1964: Winnetou 2. Teil als Leutnant Robert Merril
- 1966/67: Die Nibelungen als Giselher
- 1968: Vier für ein Ave Maria als Cat Stevens

James Caan
- 1965: Rote Linie 7000 als Mike
- 1966: El Dorado als Alan Bourdillion Traherne / Mississippi

Bo Hopkins
- 1970: Whisky brutal als Bud Blackwell
- 1984: Mutant 2 als Sheriff Will Stewart

Henry Silva
- 1985: Geier, Geld und goldene Eier als Bernardo
- 1987: Quatermain II – Auf der Suche nach der geheimnisvollen Stadt als Agon

### Filme
- 1946: Alec Guinness in Geheimnisvolle Erbschaft als Herbert Pocket (Synchronisation 1971)
- 1952: Lex Barker in Tarzan, der Verteidiger des Dschungels als Tarzan (Synchronisation 1969)
- 1968: Ken Kercheval in Der Engel mit der Mörderhand als Harry Jackson
- 1968: Roddy McDowall in Planet der Affen als Cornelius
- 1968: Luciano Rossi in Django und die Bande der Gehenkten als Peter
- 1971: Robert De Niro in Wo Gangster um die Ecke knallen als Mario
- 1972: Federico Boido in Ein Halleluja für zwei linke Brüder als Blondie
- 1973: Richard Jaeckel in Die Nackten und die Toten als Gallagher
- 1973: Brian Bedford in Robin Hood als Robin Hood
- 1976: Roger E. Mosley in Der schwarze Fluß als Big Mo
- 1976: David Warner in Das Omen als Keith Jennings
- 1977: Alan Arkin in Es brennt an allen Ecken als Ezra Fikus
- 1977: Charles Napier in Wie Blitz und Donner als Jim Bob
- 1978: Richard LeParmentier in Krieg der Sterne als Admiral Motti
- 1978: Gregory Sierra in Das Teufelscamp als Jesus Gonzales
- 1981: Helmi Sigg in Mad Foxes – Feuer auf Räder
- 1983: John Larroquette in Ein Sprung in der Schüssel als Bob X. Cursion
- 1984: John Patrick Reger in Hot Dog – Der Typ mit dem heißen Ski als Rudi Garmisch
- 1984: Philippe Léotard in Großstadthölle – Gehetzt und gejagt als Léandro Santini
- 1984: Reginald VelJohnson in Ghostbusters – Die Geisterjäger als Gefängniswärter
- 1985: Jean-Pierre Castaldi in Die Dame vom Palast–Hotel als Koch
- 1987: Jerry Orbach in Dirty Dancing als Dr. Houseman
- 1990: William Sadler in Stirb langsam 2 als Colonel Stuart

### Serien
- 1971: Peter Gordeno in UFO als Captain Peter Carlin
- 1978–1991: Ken Kercheval in Dallas als Clifford „Cliff“ Barnes
- 1979–1982: Jack Bannon in Lou Grant als Art Donovan
- 1984: Gary Lockwood in Hart aber herzlich als Alex Carmen
- 1984: Nicolas Coster in Hart aber herzlich als Fred Brunis
- 1984: Kaneta Kimotsuki in Puschel, das Eichhorn als Rotbauch
- 1985: Masahiko Murase in Rascal, der Waschbär als Mike Conway
- 1989–1991: Jack Lord in Hawaii Fünf-Null als Det. Steve McGarrett (2. Stimme)

## Hörspiele
- 1961: Kurt Held: Die rote Zora und ihre Bande (Branko) – Regie: Ingeborg Milster/Flora Hoffmann (Kinderhörspiel (5 Teile – Rundfunk der DDR))